# Et si tu n'existais pas
Pour l'album de duos d'Hélène Ségara et Joe Dassin, voir Et si tu n'existais pas (album).
Singles de Joe Dassin
Ça va pas changer le monde
(1976) Il était une fois nous deux
(1976)
Pistes de Le Costume blanc
Il faut naître à Monaco
(2)
Et si tu n'existais pas est une chanson de Joe Dassin parue en 1975 sur son neuvième album Le Costume blanc. Elle figure sur la face B de Salut, deuxième single de l'album sorti le 24 mars 1976. Et si tu n'existais pas est également sortie en single au Canada et en Grèce, où les deux faces sont inversées.

## Genèse et historique
Et si tu n'existais pas est un slow adapté de la chanson italienne Oasis écrite par Vito Pallavicini, composée par Pasquale Losito et Toto Cutugno et destinée pour le groupe de Cutugno, Albatros. Cette chanson n'est finalement pas enregistrée par le groupe, Toto Cutugno préférant confier la chanson à son ami Joe Dassin qui, quelques mois plus tôt, avait interprété l'une de ses compositions, L'Été indien, devenue un succès international,. Oasis est finalement enregistrée par Albatros en 1998 et a été incluse dans l'album Il meglio la même année,.
Premier titre sur l'album Le Costume blanc, l'adaptation des paroles en français est signée Pierre Delanoë et Claude Lemesle. La chanson est interprétée par Joe Dassin lors de la première émission en couleur sur TF1, le 20 décembre 1975, pour l'émission Numéro un. Après une sortie promotionnelle destinée essentiellement aux exploitants des juke-box en 1975, Et si tu n'existais pas paraît en face B du 45 tours Salut, qui sort le 24 mars 1976 chez la maison de disques CBS,.
Le 6 juillet 1976, Joe Dassin l'enregistre en espagnol sous le titre Y si tu no has de volver. Cette version sort la même année en 45 tours chez Discos CBS en Argentine et au Chili avec la version française en face B et atteint la 16e place du hit-parade argentin. En Espagne, elle sort en 1977 sous le titre Y si no existieras.

## Thème des paroles
Les paroles évoquent l'histoire d'un homme qui imagine ce que serait sa vie si la femme qu'il aime n'existait pas. Il chante que sans elle, il n'aurait aucune raison d'exister et que sans elle, tout dans le monde serait dénué de sens. Court extrait : « Et si tu n'existais pas, j'essaierais d'inventer l'amour, comme un peintre qui voit sous ses doigts naître les couleurs du jour, et qui n'en revient pas »

## Réception
Le 45 tours Salut / Et si tu n'existais pas s'est écoulé à plus de 150 000 exemplaires en France. Et si tu n'existais atteint notamment la 9e place du Hit-Parade diffusé sur RTL le 18 avril 1976 et la 9e place du classement officiel du Centre d'information et de documentation du disque (CIDD). Hors Europe, elle atteint notamment la 1re place du palmarès québécois et la 14e place en Israël.
La chanson connaît ensuite une grande popularité dans l'Union soviétique, puis en Russie, devenant l'une des chansons les plus écoutées dans le pays,.
Et si tu n'existais pas figure dans la liste des « 10 chansons inoubliables de Joe Dassin » établie par la chaîne musicale Melody en 2023. Sur le site de la chaîne, il est écrit que la « chanson synthétise avec pudeur le sentiment amoureux ».

## Listes des pistes
| A.  | Et si tu n'existais pas    | Toto Cutugno, Pasquale Losito | Pierre Delanoë, Claude Lemesle, Vito Pallavicini | 3:25 |
| AA. | Ça va pas changer le monde | Joe Dassin, Pino Massara      | Pierre Delanoë, Claude Lemesle, Vito Pallavicini | 3:00 |

| A. | Salut                   | Toto Cutugno, Pasquale Losito | Pierre Delanoë, Claude Lemesle, Vito Pallavicini | 3:20 |
| B. | Et si tu n'existais pas | Toto Cutugno, Pasquale Losito | Pierre Delanoë, Claude Lemesle, Vito Pallavicini | 3:25 |

| A. | Et si tu n'existais pas | Toto Cutugno, Pasquale Losito | Pierre Delanoë, Claude Lemesle, Vito Pallavicini | 3:25 |
| B. | Salut                   | Toto Cutugno, Pasquale Losito | Pierre Delanoë, Claude Lemesle, Vito Pallavicini | 3:20 |

## Crédits
- Joe Dassin – chant
- Johnny Arthey – orchestre
- Pierre Dutour – trompette
- Bernard Estardy – ingénieur du son
- Jacques Plait – réalisateur artistique
- Bernard Leloup – photographe

## Classements
| Classement (1976–77)                    | Meilleure position |
| --------------------------------------- | ------------------ |
| Argentine (Escalera a la fama),         | 16                 |
| Belgique (Flandre Ultratop 50 Singles)  | 16                 |
| Belgique (Wallonie Ultratop 50 Singles) | 3                  |
| France (IFOP)                           | 11                 |
| France (CIDD)                           | 9                  |
| Israël (IBA)                            | 14                 |
| Québec (Palmarès francophone)           | 1                  |

| Classement (2010)                          | Meilleure position |
| ------------------------------------------ | ------------------ |
| Belgique (Flandre Back Catalogue Singles)  | 19                 |
| Belgique (Wallonie Back Catalogue Singles) | 8                  |

| Classement (1976) | Position |
| ----------------- | -------- |
| France (SNEP)     | 74       |

| Classement (2013)               | Meilleure position |
| ------------------------------- | ------------------ |
| France (SNEP)                   | 94                 |
| Belgique (Wallonie Ultratip 50) | 19                 |

## Reprises et adaptations
De nombreux artistes ont repris la chanson, parmi lesquels :
- Le duo Lara Fabian-Daniel Lévi dans L'Odyssée des Enfoirés en 2001 ;
- Willy Denzey en 2005 ;
- DobaCaracol sur l'album Salut Joe ! Hommage à Joe Dassin en 2006 ;
- Jason Kouchak en 2011 ;
- TYP qui a samplé, en 2011, la mélodie des violons sur le titre Be With You Tonight[29];
- Iggy Pop en 2012 pour l'album Après ;
- Hélène Ségara sort un album hommage en 2013, en duo virtuel avec Joe (réalisé par Karim Ouaret et produit par Jalane) ;
- Michał Bajor interprète en polonais Jeśli nie istniałabyś, sur les paroles de Wojciech Młynarski ;
- Criolo, rappeur brésilien a samplé l'introduction pour le morceau É o teste sur l'album Ainda há tempo en 2016 ;
- Camélia Jordana, en 2020, sur l'album A toi (album de reprises de Joe Dassin par différents interprètes) ;
- Alan Walker et Daya, qui l'ont samplée pour le morceau Heart over Mind sur l'album Walkerworld en 2023.

## Cinéma
Sauf indication contraire, les informations mentionnées dans cette section peuvent être confirmées par le générique de fin de l'œuvre audiovisuelle présentée ici, ainsi que par la base de données cinématographiques IMDb,  présente dans la section « Liens externes ».
- En 2007 : la chanson figure sur la bande originale du film Enfin veuve d'Isabelle Mergault.
- En 2011 : dans la bande originale de Hasta la vista de Geoffrey Enthoven.
- En 2019 : Le Daim de Quentin Dupieux commence avec cette chanson
- En 2022 : Les Passagers de la nuit de Mikhaël Hers
- En 2021 : Interprétée par Patrick Chesnais dans "C'est quoi ce papy" de Gabriel Julien-Laferrière et BO du générique de fin.